# 분산원장
분산원장(分散元帳, 영어: distributed ledger, distributed ledger technology, DLT) 또는 공유원장(共有元帳, 영어: shared ledger)은 복제, 공유 또는 동기화된 디지털 데이터에 대한 합의 기술이다. 이때 데이타들은 지리적으로 여러 사이트나, 여러 국가 또는 여러 기관에 분산되어 있게 된다. 즉 중앙집중적인 관리자나 중앙집중의 데이터 저장소가 존재하지 않고 기능이 동작하게 된다.
결국 사용자 개인간 직접 접속(peer-to-peer) 네트워크가 필요하며 당연히 노드 간 복제 데이터에 대한 합의 알고리즘이 수행되어야 한다. 이러한 설계의 한가지로 블록체인 시스템이 있는데, 공개적 형태와 사적 형태로 운영할 수 있다. 모든 분산원장 기술이 분산노드간의 안전하고 올바른 합의를 달성하기 위해 블록의 체인을 만들 필요는 없다. 블록체인은 그런 분산원장을 구현하기 위한 하나의 데이터 구조일 뿐이다.
2016년에 많은 은행들이 국가간 지불용으로 이미 분산원장 기술을 테스트했다.

## 응용
비용 절감 대책과 운영 리스크를 줄이기 위한 목적으로 은행들이 분산원장 기술에 엄청나게 많은 투자를 하고 있다. 미래에는 프로그램 가능한 경제의 개념에 맞추어 사물 인터넷을 통한 수익 창출 도구로서 분산원장의 사용이 예상되고 있다.

## 같이 보기
- 분산 데이터베이스
- 블록체인
- 하이퍼렛저